# August Lauw
Christian Emil August Lauw (* 20. August 1826 in Rastede; † 21. Oktober 1917 in Bockhorn) war ein deutscher Unternehmer, Fabrikant und Ziegeleibesitzer.

## Leben
Lauw war der Sohn des Rasteder Amtmanns und zeitweiligen oldenburgischen Landtagsabgeordneten Carl Friedrich Heinrich Lauw (1790–1867) und dessen Ehefrau Anna geb. Steinfeld (1796–1845). Er wuchs in Rastede auf und besuchte die unteren Klassen des Alten Gymnasiums Oldenburg, das er jedoch vorzeitig verließ, um zur See zu fahren. Zunächst wurde er Schiffsjunge und darauf Vollmatrose auf bremischen Handelsschiffen. 1845/46 erwarb er das Steuermannspatent und wurde 1849 Obersteuermann. Mit finanzieller Unterstützung von Verwandten und Bekannten ließ er 1851 eine Bark bauen, mit der er in den folgenden Jahren als Kapitän auf eigene Rechnung Waren zum Beispiel auf der Route von Brake nach New York transportierte.
Am 22. September 1854 heiratete er in Bockhorn Anna Margarethe Elisabeth Meinahlers (1836–1898), die Tochter eines Bockhorner Hausmanns und Gastwirts. Aus der Ehe gingen acht Töchter und zwei Söhne hervor. Durch die Heirat entschloss sich Lauw, die Seefahrt aufzugeben und wollte zunächst Landwirt werden. Allerdings erkannte er schnell die Chancen, die das zu der Zeit expandierende lokale Ziegeleigewerbe bot. Seit etwa 1838 war der Bau von Chausseen und Straßen von der oldenburgischen Regierung vorangetrieben worden. Gleichzeitig hatten auch Trottoir- und Straßenbau in weiteren großen Städten wie Bremen und Hannover den Ziegeleien einen ersten Aufschwung gebracht. Dieser wurde durch einen enormen Nachfrageschub durch den Bau des preußischen Kriegshafens Wilhelmshaven seit Ende der 1860er Jahre noch verstärkt.
Lauw fand in der Friesischen Wehde kalkarme Tonböden vor, die einen ausgezeichneten Rohstoff für die Herstellung von Klinkern darstellten, die sich aufgrund ihrer Härte und Säurebeständigkeit auch hervorragend als Straßenpflaster eigneten. 1855 errichtete er seinen ersten Ziegeleibetrieb und reinvestierte die Gewinne in den Kauf weiterer Landstellen und Ziegeleien, so etwa im Ammerland, wo es ebenso den notwendigen Rohstoff in Form von Forst- und Wiesenlehm für Klinker, sowie den zu der Zeit vielfach genutzten Brennstoff Torf in ausreichender Menge gab. Ende der 1860er Jahre wurde mit dem Hoffmannschen Ringofen die industrielle Fertigung von Ziegeln möglich. Lauw machte sich diese technische Neuerung sofort zunutze und baute 1869 seinen ersten derartigen Ofen, dem bald weitere folgten. Seinen Grundbesitz und auch die Tonlagerstätten, die die Rohstoffbasis für seine Ziegeleien bildeten, erweiterte er durch ständige Landkäufe. Schließlich nahm er mit sieben Ringofenbetrieben und ungefähr 2000 Hektar Landbesitz fast eine monopolartige Stellung in der oldenburgischen Klinkerindustrie mit dem Zentrum in Bockhorn ein. Durch die fortschreitende Mechanisierung und Modernisierung der Produktionsabläufe konnte er bereits um 1870 etwa 12 Millionen Klinker und Steine pro Jahr erzeugen und absetzen.
Um 1900 zog er sich aus dem Geschäftsleben zurück und übergab den Großteil seiner Ziegeleibetriebe an seinen Sohn Carl Friedrich Christian Lauw (1858–1917), die Oberleitung behielt er sich allerdings bis zu seinem Tode vor. Eine weitere Ziegelei in Klein Schweinebrück verpachtete er zur gleichen Zeit an seinen Schwiegersohn Wilhelm Friedrich Bernhard Röben (1859–1925). Der Standort besteht noch heute als Keimzelle der international tätigen Baustofffirma Röben Tonbaustoffe. Lauw wurde in der Familiengruft in Bockhorn bestattet. Da sein Sohn bereits kurze Zeit nach ihm starb, traten Lauws Enkel August (1894–1945) und Günter (1906–1943) das Erbe an und trieben die Brenntechnik in den 1920er Jahren mit Hilfe von mit Kohle und Torf befeuerten Tunnelöfen und Klinkerpressplatten weiter voran. Die Bockhorner Ziegeleien der Lauws produzierten mit diesen technischen Neuerungen noch bis in die 60er und frühen 70er Jahre.
Lauw war die bedeutendste Unternehmerpersönlichkeit Bockhorns im 19. Jahrhundert und wurde ehrfurchtsvoll Klinkerkönig, Ziegelkönig oder auch Klinkerbaron genannt. In Westerstede wurde eine Straße nach August Lauw benannt.

## Werk
- Selbstbiographie. Veröffentlicht von Erich Fimch in Nachrichten über die Familie Lauw. Oldenburg. 1905. Seiten 26–30. Zweite Veröffentlichung: Der Ammerländer. Kalender für das Jahr 1951. Seiten 89–91 und 158–159.